# Iberoneta
Iberoneta nasewoa es una especie de araña araneomorfa de la familia Linyphiidae. Es el único miembro del género monotípico Iberoneta.

## Distribución
Es un endemismo de Andalucía en España donde se encuentra en una cueva de Benaoján en  Málaga.